# Werner Schmidt (Manager)
Werner Schmidt (* 13. Juli 1943 in Sindelfingen) ist ein deutscher Manager.

## Ausbildung und Studium
Nach seiner Ausbildung zum Bankkaufmann bei der Kreissparkasse Böblingen besuchte Schmidt die Württembergische Sparkassenakademie und studierte am Lehrinstitut der Deutschen Sparkassenakademie in Bonn. Sein Studium schloss er 1969 als Diplom-Betriebswirt ab.

## Beruflicher Werdegang
1971 wurde Schmidt zunächst stellvertretendes, ab 1974 dann ordentliches Mitglied des Vorstandes der Landesbank Stuttgart. 1986 wurde er zum Stellvertretenden Vorsitzenden des Vorstandes dieses Instituts berufen. Nach der Fusion zur SüdwestLB im Jahr 1989 trat Schmidt als Vorsitzender in den Vorstand ein, ein Amt, das er bis 1999 innehatte. Von 1999 bis 2000 war er Vorsitzender des Vorstandes der Landesbank Baden-Württemberg.
Seit 2001 war Schmidt Vorsitzender des Vorstandes der BayernLB. Durch massive Fehlspekulationen auf dem Subprime-Markt, die seiner Bank Verluste in Milliardenhöhe bescherten, geriet Schmidt Anfang 2008 stark unter Druck. Nachdem er durch eine terminlich nicht koordinierte Pressemitteilung zur finanziellen Lage der Landesbank CSU-Minister Erwin Huber bloßgestellt hatte, kündigte er am 19. Februar 2008 seinen Rücktritt an. Anfang März 2008 hat er sein Amt offiziell an Michael Kemmer übergeben.
Bis zum 29. Februar 2008 war Schmidt Mitglied des Verwaltungsrates der DekaBank Deutsche Girozentrale.
Im Ruhestand lebte Schmidt in Inning am Ammersee.

## Verdacht auf Untreue, Insiderhandel und Bestechung
Anfang 2010 wurde berichtet, die Staatsanwaltschaft werfe Schmidt vor, in Insidergeschäfte beim Kauf der Hypo Group Alpe Adria verwickelt zu sein. Im Mai 2011 wurde schließlich im gleichen Zusammenhang gegen Schmidt und sieben andere ehemalige Vorstände der BayernLB Anklage wegen Untreue erhoben.
Das Landgericht ließ die Anklage in weiten Teilen nicht zu. Die Staatsanwaltschaft legte Beschwerde dagegen ein. Das Oberlandesgericht München gab der Beschwerde statt; die Anklage wurde wegen Untreue in Höhe von 625 Millionen Euro und wegen des Vorwurfs der Bestechung des früheren Kärntner Landeshauptmanns Jörg Haider im Zusammenhang mit dem Erwerb der Hypo Group Alpe Adria zugelassen. Ausgenommen von der Anklage wurde nur der ehemalige Vorstand Dieter Burgmer. Er sei nicht hinreichend tatverdächtig, erklärte das Oberlandesgericht.
Im Januar 2014 begann der Prozess vor dem Landgericht München. Das Verfahren endete am 27. Oktober 2014 mit einer Verurteilung Schmidts zu einer Freiheitsstrafe von einem Jahr und sechs Monaten wegen Bestechung. Die Strafe wurde zur Bewährung ausgesetzt. Die Verurteilung kam im Rahmen einer Einigung zustande, die außerdem die Zahlung einer Geldauflage in Höhe von 100.000 Euro und die Einstellung des Prozesses gegen Schmidt wegen des Vorwurfs der Untreue beinhaltete. Die mitangeklagten ehemaligen Vorstände der BayernLB blieben gegen Zahlung von Geldauflagen straffrei.